# 爱司基地
爱司基地（英語：Ace of Base）是一个瑞典流行音乐组合，其成员包括強納斯·貝爾格倫（Joker）、烏爾夫·艾克柏格（Buddha）、麥琳·貝爾格倫和珍妮·貝爾格倫（強納斯是麥琳和珍妮的哥哥）；爱司基地常被和ABBA乐队和水叮当乐队并称。

## 成长背景
Jonas、Malin和Jenny三兄妹出生和成长于瑞典西南方的第二大城哥特堡。Ulf Ekberg曾经是瑞典新纳粹组织的成员，后来脱离该组织并且好几年没有和该组织接触过了。

## 乐队历史
1987年Jonas兄妹和他的两个好友Johnny Lindén , Nicklas Tränk合组一个乐队，开始乐队名称取名为黑色科技"Tech-Noir".后来在1990年,Johnny Lindén , Nicklas Tränk离开黑色科技Tech-Noir,同时,Ulf加入.乐队的名称正式确定为爱司基地"Ace of Base"(Jonas解释说:黑色科技Tech-Noir太难发音，并且因为如此，很难吸引别人注意到这个乐队)

## 單曲
- 1992 "Wheel Of Fortune"

"All That She Wants" 
- 1993 "Happy Nation"

"The Sign" 
- 1994 "Don't Turn Around"

"Living In Danger" 
"Hear Me Calling"  
- 1995 "Lucky Love"